# 马尼帕岛
马尼帕岛是印度尼西亚马鲁古省西斯兰县的一座岛，在斯兰岛最西端的外海，东距克朗岛8 km，西海岸距离布鲁岛25 km。岛上居民说马尼帕语，也说印尼语和安汶马来语a。
介于斯兰岛和布鲁岛之间的马尼帕海峡以该岛命名。

## 附近岛屿
马尼帕岛附近有许多小岛非常接近马尼帕岛海岸。
- Masawi和Asamamonuke是其东北海岸的暗礁岛。
- Suanggi靠近马尼帕岛的西端，地处马尼帕海峡中3°18′S 127°28′E / 3.300°S 127.467°E[4]。
- Tuban位于南部
- Luhu位于南部

## 资料来源
1. ↑  .   [2017-04-10]. （原始内容存档于2017-03-22）.
2. ↑  Ethnologue 15 report for Indonesia (Maluku) （页面存档备份，存于）
3. ↑  Pub164, 2004 Sailing Directions (Enroute): New Guinea
4. ↑  Tanjung Utara Pulau Suanggi - Indonesia Dive Directory 的存檔，存档日期2015-12-22.